# Albi di Zakimort
Questa è la lista degli albi di Zakimort, personaggio del fumetto nero italiano creato da Pier Carpi, pubblicati in Italia dal 1965 al 1974.

## Zakimort (1965-1972)
| N° | Data              | Titolo                           | Note                  |
| -- | ----------------- | -------------------------------- | --------------------- |
| 1  | Agosto 1965       | La morte bionda                  |                       |
| 2  | Settembre 1965    | Sipario di sangue                |                       |
| 3  | Ottobre 1965      | Sfida mortale                    |                       |
| 4  | Novembre 1965     | La grande paura                  |                       |
| 5  | Dicembre 1965     | La prigione del delitto          |                       |
| 6  | Gennaio 1966      | I quattro nomi della morte       |                       |
| 7  | Febbraio 1966     | Notte di sangue                  |                       |
| 8  | Marzo 1966        | Il terrore senza volto           |                       |
| 9  | Aprile 1966       | L'isola del diavolo              |                       |
| 10 | Maggio 1966       | Ricatto infernale                |                       |
| 11 | Giugno 1966       | La maschera della paura          |                       |
| 12 | Luglio 1966       | Il tradimento di Leo             |                       |
| 13 | Agosto 1966       | Lo scarabeo nero                 |                       |
| 14 | Settembre 1966    | Paura per Fedra                  |                       |
| 15 | Ottobre 1966      | Segreto mortale                  |                       |
| 16 | Novembre 1966     | Giù la maschera Zakimort         |                       |
| 17 | Dicembre 1966     | Cadavere senza volto             |                       |
| 18 | Gennaio 1967      | Arrestate Norton!                |                       |
| 19 | Febbraio 1967     | L'artiglio insanguinato          |                       |
| 20 | Marzo 1967        | Zakimort si arrende              |                       |
| 21 | Aprile 1967       | Sospetto mortale                 |                       |
| 22 | Maggio 1967       | Laura del passato                |                       |
| 23 | Giugno 1967       | La donna che uccise Zakimort     |                       |
| 24 | Luglio 1967       | L'angelo nero                    |                       |
| 25 | Agosto 1967       | Viaggio verso la morte           |                       |
| 26 | Settembre 1967    | La donna che non sapeva uccidere |                       |
| 27 | Ottobre 1967      | Pietà per Zakimort               |                       |
| 28 | Novembre 1967     | Ora zero                         |                       |
| 29 | Dicembre 1967     | Uragano Fedra                    |                       |
| 30 | Gennaio 1968      | L'incubo nero                    |                       |
| 31 | Febbraio 1968     | Brindisi alla morte              |                       |
| 32 | Marzo 1968        | La nave del mistero              |                       |
| 33 | Aprile 1968       | I pirati del Tamigi              |                       |
| 34 | Maggio 1968       | Io vi ucciderò                   |                       |
| 35 | Giugno 1968       | Incubo mortale                   |                       |
| 36 | Luglio 1968       | L'amante di Fedra                |                       |
| 37 | Agosto 1968       | A un passo dalla morte           |                       |
| 38 | Settembre 1968    | Sfida a Zakimort                 |                       |
| 39 | Ottobre 1968      | Pista mortale                    |                       |
| 40 | Novembre 1968     | Terrore nelle tenebre            |                       |
| 41 | Dicembre 1968     | L'isola maledetta                |                       |
| 42 | Gennaio 1969      | L'uomo ombra                     |                       |
| 43 | Febbraio 1969     | Panico a Londra                  |                       |
| 44 | Marzo 1969        | L'arciere misterioso             |                       |
| 45 | Aprile 1969       | Sparate a vista                  |                       |
| 46 | Maggio 1969       | La bara di cemento               |                       |
| 47 | Giugno 1969       | Zakimort chiama Norton           |                       |
| 48 | Luglio 1969       | La banda Keller                  |                       |
| 49 | Agosto 1969       | I sei delitti di Zakimort        |                       |
| 50 | Settembre 1969    | La vendetta di Zakimort          |                       |
| 51 | Ottobre 1969      | La tigre bionda                  |                       |
| 52 | Novembre 1969     | Un killer per Fedra              |                       |
| 53 | Dicembre 1969     | Paura sulla città                |                       |
| 54 | Gennaio 1970      | Terrore negli occhi              |                       |
| 55 | Febbraio 1970     | La resa dei conti                |                       |
| 56 | Marzo 1970        | L'ombra dell'assassino           |                       |
| 57 | Aprile 1970       | Mosaico mortale                  |                       |
| 58 | Maggio 1970       | La cattura di Zakimort           |                       |
| 59 | Giugno 1970       | La parte del morto               |                       |
| 60 | Luglio 1970       | Zakimort contro Fedra            |                       |
| 61 | Agosto 1970       | L'isola del terrore              |                       |
| 62 | Settembre 1970    | La torre della morte             |                       |
| 63 | Ottobre 1970      | Norton chiama Zakimort           |                       |
| 64 | Novembre 1970     | Sangue sulla luna                |                       |
| 65 | Dicembre 1970     | Rosso e nero                     |                       |
| 66 | Gennaio 1971      | La scuola dell'orrore            |                       |
| 67 | Febbraio 1971     | I cacciatori di teste            |                       |
| 68 | Marzo 1971        | Boomerang per un killer          |                       |
| 69 | Aprile 1971       | Fedra salva Zakimort             |                       |
| 70 | Maggio 1971       | I servitori della morte          |                       |
| 71 | Giugno 1971       | Caccia al microfilm              |                       |
| 72 | Luglio 1971       | Diabolico inganno                |                       |
| 73 | Agosto 1971       | Tragica sfida                    |                       |
| 74 | Settembre 1971    | Lo sparatore fantasma            |                       |
| 75 | Ottobre 1971      | Zakimort e il diavolo            |                       |
| 76 | Novembre 1971     | Zakimort contro Zakimort         |                       |
| 77 | Dicembre 1971     | Tragica vendetta                 |                       |
| 78 | Gennaio 1972      | Gli scienziati del crimine       |                       |
| 79 | Febbraio 1972     | Poker di killers                 |                       |
| 80 | Marzo 1972        | Gioielli insanguinati            |                       |
| 81 | Aprile 1972       | Sterminateli senza pietà         |                       |
| 82 | Maggio 1972       | Girandola di cadaveri            |                       |
| 83 | Giugno 1972       | Una scia di sangue               |                       |
| 84 | Luglio 1972       | La morte invisibile              |                       |
| 85 | Agosto 1972       | Il silenzio e piombo             |                       |
| 86 | 1 settembre 1972  | Oceano rosso                     |                       |
| 87 | 15 settembre 1972 | La morte bionda                  | Ristampa del numero 1 |
| 88 | 29 settembre 1972 | L'idolo deforme                  |                       |
| 89 | 13 ottobre 1972   | Sfida mortale                    | Ristampa del numero 3 |
| 90 | 15 dicembre 1972  | L'uomo bomba                     |                       |
| 91 | 29 dicembre 1972  | Notte di sangue                  | Ristampa del numero 7 |

## Le straordinarie avventure di Zakimort (1973-1974)
| N° | Data              | Titolo                   | Note                   |
| -- | ----------------- | ------------------------ | ---------------------- |
| 1  | 25 gennaio 1973   | L'ora fatale             |                        |
| 2  | 8 febbraio 1973   | Il terrore senza volto   | Ristampa del numero 8  |
| 3  | 22 febbraio 1973  | Tragica beffa            |                        |
| 4  | 8 marzo 1973      | L'isola del diavolo      | Ristampa del numero 9  |
| 5  | 29 marzo 1973     | Zakimort non perdona     |                        |
| 6  | 12 aprile 1973    | Ricatto infernale        | Ristampa del numero 10 |
| 7  | 26 aprile 1973    | I volontari della morte  |                        |
| 8  | 10 maggio 1973    | La maschera della paura  | Ristampa del numero 11 |
| 9  | 24 maggio 1973    | Patto di sangue          |                        |
| 10 | 7 giugno 1973     | Il tradimento di Leo     | Ristampa del numero 12 |
| 11 | 21 giugno 1973    | Intrigo infernale        |                        |
| 12 | 5 luglio 1973     | Lo scarabeo nero         | Ristampa del numero 13 |
| 13 | 2 agosto 1973     | Una raffica di diamanti  |                        |
| 14 | 23 agosto 1973    | Giù la maschera Zakimort | Ristampa del numero 16 |
| 15 | 6 settembre 1973  | Teddy contro Zakimort    |                        |
| 16 | 20 settembre 1973 | Segreto mortale          | Ristampa del numero 15 |
| 17 | 4 ottobre 1973    | Ore disperate            |                        |
| 18 | 18 ottobre 1973   | Paura per Fedra          | Ristampa del numero 14 |
| 19 | 1 novembre 1973   | Ricatto da un miliardo   |                        |
| 20 | 15 novembre 1973  | Il cadavere senza volto  | Ristampa del numero 17 |
| 21 | 20 dicembre 1973  | Trappola per Zakimort    |                        |
| 22 | 3 gennaio 1974    | Arrestate Norton!        | Ristampa del numero 18 |
| 23 | 17 gennaio 1974   | La corona azteca         |                        |
| 24 | 31 gennaio 1974   | Zakimort si arrende      | Ristampa del numero 20 |
| 25 | Mai realizzato    | I commercianti di vite   |                        |